# 橋本楓汰
橋本 楓汰（はしもと ふうた、2005年7月5日 - ）は、日本の男性キックボクサー。三重県松阪市出身、K-1甲子園2022-60kg 第3位、第35回K-1アマチュア ～全日本大会・西日本予選トーナメントK-1チャレンジ中学生Bクラス2〜3年⽣-60㎏トーナメント優勝、POWER OF DREAM所属。

## 経歴
3月30日、後楽園ホールで開催された「Krush.172」で、K-1甲子園2018-60kg級王者多数のアマチュア優勝実績を持つ山浦力也と対戦。
1Rダウンを奪われ危ない展開だったが、2Rダウンを取り返すと、徹底的なカーフキックで相手の足を完全に破壊し、衝撃的な勝利。実況は「もうダメだ！ ダメだレフェリーが止めた！」と絶叫気味に声を漏らした。

## 戦績
| キックボクシング 戦績 | キックボクシング 戦績 | キックボクシング 戦績 | キックボクシング 戦績 | キックボクシング 戦績 | キックボクシング 戦績 | キックボクシング 戦績 |
| --------------------- | --------------------- | --------------------- | --------------------- | --------------------- | --------------------- | --------------------- |
| 11 試合               | (T)KO                 | 判定                  | その他                | 引き分け              | 無効試合              |                       |
| 7 勝                  | 4                     | 3                     | 0                     | 1                     | 0                     |                       |
| 3 敗                  | 0                     | 3                     | 0                     | 1                     | 0                     |                       |

| 勝敗 | 対戦相手   | 試合結果                               | 大会名                            | 開催年月日     |
| ○    | 赤平大治   | 3R終了 判定3-0                         | RIZIN男祭り                       | 2025年5月4日   |
| ○    | 山浦力也   | 2R 1分28秒 KO（3ダウン：カーフキック） | Krush.172                         | 2025年3月30日  |
| ○    | 祖根亮麻   | 1R 1分26秒（3ダウン）                  | Krush.168 in NAGOYA               | 2024年11月23日 |
| ○    | 山本陸     | 3R終了 判定3-0                         | Krush.157                         | 2023年1月28日  |
| △    | 小松貴哉   | 3R終了 判定1-0                         | Krush-EX 2023 vol.5               | 2023年6月24日  |
| ×    | 松本海翔   | 3R終了 判定3-0                         | Krush-EX 2023 vol.3               | 2023年4月22日  |
| ○    | 水越夏気   | 1R 1分35秒 KO（ボディブロー）          | Krush-EX 2023 vol.1               | 2023年2月11日  |
| ×    | 吉村凌仁郎 | 判定3-0                                | HOOST CUP KINGS NAGOYA12          | 2022年12月18日 |
| ○    | 室屋宏幸   | 2R 2分7秒 KO                           | QP PRESENTS HOOST CUP KINGS KYOTO | 2022年10月16日 |
| ○    | 大澤匡弘   | 判定3-0                                | 天下一・武道会ZERO                | 2022年6月5日   |
| ×    | 下地奏人   | 判定2-0                                | 静岡kick                          | 2022年1月30日  |

### アマチュア
| 勝敗 | 対戦相手 | 試合結果 | 大会名                                  | 開催年月日    |
| ×    | 早田吏喜 | 判定0-3  | K-1甲子園2022〜高校生日本一トーナメント | 2022年8月21日 |
| ○    | 横山晏輝 | 判定3-0  | K-1甲子園2022〜高校生日本一トーナメント | 2022年8月21日 |
| ○    | 雨宮琉空 | 判定3-0  | K-1甲子園2022〜高校生日本一トーナメント | 2022年8月21日 |

## 獲得タイトル
- K-1甲子園2022-60kg 第3位
- K-1甲子園2022 西日本予選トーナメント-60kg 第3位
- アマチュアキックボクシング協議会2021年度全日本選手権大会一般男子－60kg級優勝&優秀選手賞
- 第35回K-1アマチュア ～全日本大会・西日本予選トーナメントK-1チャレンジ（中学）0Bクラス トーナメント -60kg優勝 &MVP
- 第10回K-1アマチュア全日本大会K-1ジュニア（中学生）2～3生男子 -60kg Bクラス 優勝
- NEXT☆LEVELジュニア日本統一 -60kg　第3代王者
- アマチュアMUAY2021チャンピオンシップトーナメント -60kg 優勝